# Hitchcock : L'Ombre d'un génie
Pour plus de détails, voir Fiche technique et Distribution.
Hitchcock : L'Ombre d'un génie (Hitchcock: Shadow of a Genius) est un film documentaire réalisé en 1999 par Ted Haimes.

## Fiche technique
- Titre original : Hitchcock: Shadow of a Genius
- Titre alternatif : H pour Hitchcock
- Réalisation : Ted Haimes
- Genre : Documentaire sur Alfred Hitchcock
- Pays :  États-Unis
- Durée : 101 minutes
- Sortie  : 13 octobre 1999 (États-Unis)

## Documentaire
Documentaire comprenant des interviews d'actrices (dont Tippi Hedren et Janet Leigh), ainsi que des réalisateurs (dont Jonathan Demme et Brian De Palma) et des scénaristes (dont Joseph Stefano et John Michael Hayes) sur le maître du suspense que fut Alfred Hitchcock.

## Distribution
- Kevin Spacey : Narrateur
- Tippi Hedren : elle-même
- Janet Leigh : elle-même
- Patricia Hitchcock : elle-même
- Rod Taylor : lui-même
- Veronica Cartwright : elle-même
- Patricia Hitchcock : elle-même
- Jonathan Demme : lui-même
- Alfred Hitchcock :  lui-même
- Joseph Stefano :  lui-même
- John Michael Hayes :  lui-même
- Brian De Palma :  lui-même
- Curtis Hanson :  lui-même
- Alma Reville :  elle-même (archive footage)
- Norman Lloyd :  lui-même
- Herb Steinberg : lui-même
- Peter Bogdanovich :  lui-même
- Robert E. Kapsis :  lui-même
- Ronald Neame : lui-même
- Bryan Singer : lui-même
- Teresa Wright : elle-même
- Robert Altman : elle-même
- Wes Craven : lui-même
- Robert F. Boyle : lui-même